# Kazuhiko Takemoto
Kazuhiko Takemoto (japanisch 竹本 一彦 Takemoto Kazuhiko; * 22. November 1955 in der Präfektur Aichi) ist ein ehemaliger japanischer Fußballspieler und -trainer.

## Karriere
1980 wurde Takemoto bei den Yomiuri als Co-Trainer eingestellt. Von 1986 bis 1996 war er der Cheftrainer des Frauenabteilung Yomiuri-Seiyu Beleza. 1999 wechselte er zu Gamba Osaka. 2001 wurde Takemoto Cheftrainer. 2005 wechselte er zu Kashiwa Reysol.